# 普里

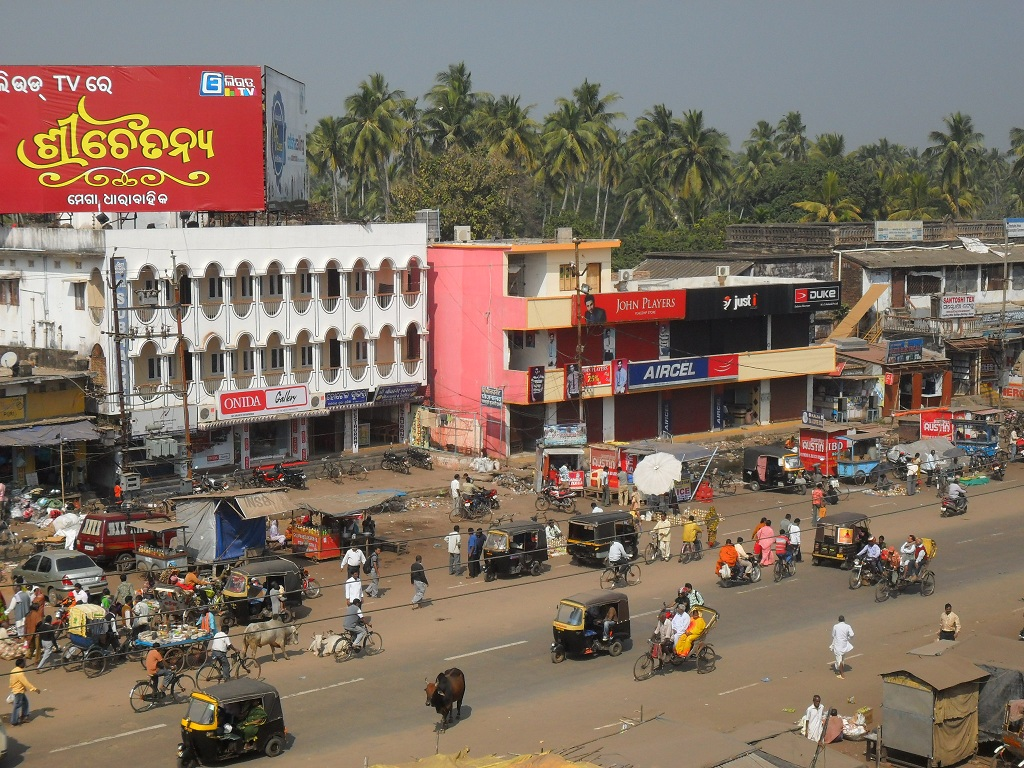
普里

普里（英語：Puri）是印度东海岸奥里萨邦一城市，为普里縣区政府所在地，位于孟加拉湾之中、布巴内什瓦尔首府以南60（37英里）处。
普里以建于11世纪末期的札格纳特（毗湿奴的化身之一）神庙「賈格納寺」著称，印度教四个朝圣地查尔达姆之一。
奥里萨邦总督在此设有官邸普里总督府。
19°48′N 85°51′E / 19.8°N 85.85°E